# 마이클 허터
마이클 허터(Michael Hutter)는 1983년 3월 18일 미국의 남자 프로레슬링선수다. 본명은 마이클 헌터 허터(Michael Hunter Hutter)다. WWE NXT에서 링네임이 데릭 베이트먼(Derrick Bateman)으로 활동을 하는 바 TNA/임팩트 레슬링 링네임은 이든 카터 lll / 이든 카터 3세(Ethan Carter lll)다. 그리고 WWE NXT/WWE 링네임이 이씨쓰리(EC3)라고 한다. 2002년 프로레슬링 입문을 했다. 키는 188cm(6 ft 2 in) 몸무게는 105kg(231 lb)으로 밝혀졌다.

## 프로페셔널 레슬링 하이라이트스
- 에스 데릭 베이트먼 / As Derrick Bateman
  - 피니싱 무브 / Finshing moves
    - 디비안아트 (에어플레인 스핀) - 인디펜던트 서킷 / Deviant (Airplane spin) - independent circuit
    - 맨-테이스틱 / 스윗 미트 시즐러 (헤드락 드라이버) / Man-Tastic / Sweet Meat Sizzler (Headlock driver)

  - 시그니처 무브 / Signature moves
    - 브릿지 노던 라이츠 수플렉스 / Bridging northern lights suplex
    - 다이빙 크로스바디 / Diving crossbody
    - 플랩잭 / Flapjack
    - 런닝 코크스크류 넥브레이커 / Running corkscrew neckbreaker
    - 런닝 포어암 스매쉬 / Running forearm smash
    - 멀티플 킥 베리에이션 / Multiple kick variations
      - 런닝 드롭 / Running drop
      - 미사일 드롭 / Missile drop

- 에스 이든 카터 lll / 이씨쓰리 / As Ethan Carter lll / EC3
  - 피니싱 무브 / Finshing moves
    - 이씨디 - 이든 카터스 드라이버 (스피닝 더블 언더훅 페이스버스터) - 2017 / ECD - Ethan Carter's Driver (Spinning double underhook facebuster) - 2017
    - 니바 / Kneebar - 2014
    - 원 퍼센터 (헤드락 드라이버) - 2013; 레이터 유즈드 에스 어 캐릭터리스틱 무브 투 엔엑스티 / One Percenter (Headlock driver) - 2013; Later used as a characteristic move to NXT
    - 리어 네이키드 초크 / Rear naked choke - 2017
    - 더 원 퍼센터 (스피닝 파이어맨즈 캐리 커터) - 2018-프리젠트 / The One Percent (Spinning fireman's carry cutter) - 2018-present

  - 시그니처 무브 / Signature movers
    - 비팅 / Beating
    - 벨리 투 백 수플렉스 리프트 스냅 매트 슬램 / Belly to back suplex lift snap mat slam
    - 바디 어발란체 / Body avalanche
    - 프론트 페이스락 STO / Front facelock STO
    - 리프팅 러시안 레그스윕 / Lifting russian legsweep
    - 로우 블로우 / Low blow
    - 멀티플 크로스바디 베리에이션 / Multiple crossbody variations
      - 다이빙 / Diving
      - 런닝 / Running

    - 멀티플 킥 베리에이션 / Multiple kick variations
      - 빅 붓 / Big boot
      - 런닝 드롭 / Running drop
      - 미사일 드롭 / Missile drop

    - 멀티플 수플렉스 베리에이션 / Multiple suplex variations
      - 브릿지 노던 라이츠 / Bridging northern lights
      - 익스플로이더 / Exploder

    - 런닝 코크스크류 넥브레이커 / Running corkscrew neckbreaker
    - 런닝 포어암 스매쉬 / Running forearm smash
    - 런닝 니 스트라이크 / Running knee strike
    - 수어사이드 다이브 / Suicide dive
- 매니저 / Managers
  - 아브라함 워싱턴
  - 다니엘 브라이언
  - 딕시 카터
  - 케이틀린
  - 라이노
  - 락스타 스퍼드
  - 타이러스
- 레슬러 매니지스 / Wrestlers managed
  - 대런 영
- 링네임 / Nicknames
  - "에스-키킹 머신" / "The Ass-kicking Machine"
  - "베타맥스" (유즈드 와일 티밍 위드 맥심)/ "BetaMax" (used while teaming with Maxine)
  - "데바리안트" / "The Deviant"
  - "이씨쓰리" / "EC3"
  - "하드코어 아메리칸 아이콘" / "The Hardcore American Icon"
  - "카이트맨" / "The KaitMan"
  - "탑 맨" / "The Top Man"
  - "탑 원 퍼센터" / "Top One Percent"
- 엔트란스 테마 / Entrance themes
  - "디깅 위드 어 스푼" 바이 릭 디폰조 (에프씨더블유; 2009년 2월 19일 - 2009년 3월 26일) / "Digging with a Spoon" by Rick DiFonzo Rick DiFonzo (FCW; February 19, 2009 - March 26, 2009)
  - "스타 앤드 스트라이프 포에버" (인스트루멘톨) 바이 존 윌리엄스 앤드 더 보스턴 팝스 오케스트라 (에프씨더블유; 2009년 4월 3일 - 2009년 5월 21일; 유즈드 에스 에이젠트 디) / "Stars and Stripes Forever" (Instrumental) by John Williams and The Boston Pops Orchestra (FCW; April 3, 2009 - May 21, 2009; used as Agent D)
  - "메탈 하트 (에이)" 바이 맥 프린디 (에프씨더블유; 2009년 5월 28일 - 2011년 8월 14일) / "Metal Heart (A)" by Mac Prindy (FCW; May 28, 2009 – August 14, 2011)
  - "가솔린 업차지" 바이 크리스 위어츠 앤드 다니엘 홀터 (더블유더블유이; 2011년 7월 26일 - 2013년 5월 17일) / "Gasoline Upcharge" by Chris Weerts and Daniel Holter (WWE; July 26, 2011 - May 17, 2013)
  - "트러블" 바이 데일 올리버 (임팩트 레슬링 / 티엔에이; 2013년 10월 10일 - 2018년 1월 13일) / "Trouble" by Dale Oliver (Impact Wrestling / TNA; October 10, 2013 - January 13, 2018)
  - "탑 원 퍼센터" 바이 씨에프오$ (2018년 3월 28일 - 프리젠트) / "Top One Percent" by CFO$ (March 28, 2018 - present)

## WWE NXT
2011년 7월 26일 그가 WWE NXT에서 데릭 베이트먼(Derrick Bateman)이라는 루키로 첫 등장한다. 탈락 후에는 NXT 리뎀션에서 다시 등장해 자니 커티스와 맥신과 러브 스토리라인을 구축하다가 2013년 8월 방출당한다.

## 임팩트 레슬링 / TNA
2013년 11월 딕시 카터의 조카라는 설정의 캐릭터 이든 카터 lll / 이든 카터 3세 (Ethan Carter lll) / 이씨쓰리(EC3)로 TNA에 등장한다. 자신은 카터 가문이며 단체가 자신을 필요로 한다는 말을 내뱉으면서 악역으로 등장하여 연승 행진을 이어간다. 2016년 1월 매트 하디와 더블턴을 통해 선역이 되면서 순식간에 단체를 대표하는 탑페이스로 우뚝서게 된다. 2017년 여름 다시 악역이 되지만 예전만큼의 반응은 얻어내지 못하고 2018년 1월 피스트 오어 파이어드 매치에서 가방을 낚아채지만 그 가방이 해고되는 서류가 든 가방이었고 다음 출연분에서 링에서 고별 연설을 하다가 난동을 피우지만 임팩트에 출연한지 얼마 안된 임팩트 레슬링 버전 골드버그인 브라이언 케이지에게 박살나는 것으로 임팩트 레슬링에서의 마지막을 장식했고 이 녹화분을 끝으로 계약만료가 되며 단체를 떠난다.

## 다시 WWE NXT로
2018년 1월 28일 NXT 테이크오버 : 필라델피아 관중석에 모습을 보이면서 5년만에 WWE로 돌아온다. 데릭 베이트먼이라는 이름 대신 임팩트 레슬링에서와 마찬가지로 이씨쓰리(EC3)로 등장하게 된다. NXT 테이크오버: 뉴올리언스에서 초대 노스 아메리칸 챔피언을 가리는 6인 래더 매치에서 패했으나, 경기는 데이브 멜처에게서 5성을 받으며 호평받았다. 그 후 연승을 이어가다가 2018 WWE U.K 챔피언십 토너먼트 2일차에서 벨베틴 드림과 팀을 맺어 알레이스터 블랙 & 리코셰와 태그팀 매치를 치루는데 벨베틴 드림이 태그를 거부하고 퇴장하면서 첫 핀 폴 패를 당하게 되고 턴페이스를 하게 되면서 벨베틴 드림과 대립을 가지게 되면서 테이크오버 브루클린 4에서 격돌하지만 패배한다. 2018년 10월 24일에 방영된 NXT에서 애덤 콜을 이기지만 경기 후 언디스퓨티드 에라 멤버 전원에게 구타당하고 바비 피쉬가 다리를 부상을 입히면서 한동안 안나오다가 2018년 11월 28일에 방영된 NXT에서 마르셸 바텔을 이기고 승리를 거둔 후 자신을 부상 입힌 바비 피쉬에게 도전을 하게 되면서 2018년 12월 12일에 방영된 NXT에서 바비 피쉬를 상대로 승리를 거둔다. 2019년 1월 9일자 NXT에서는 애덤 콜과의 리매치에서 패배하고 이 경기를 끝으로 NXT에서의 활동이 공식적으로 끝난다.

## WWE 입성
2019년 1월 14일 WWE Raw에서 인터뷰에서 등장을 하는 바 2019년 1월 15일 WWE 스맥다운에서 거울을 비치는 잠시 등장을 한다. 2019년 2월 4일 WWE Raw에서 딘 앰브로스를 상대로 승리를 한다. 그리고 WWE 레슬매니아 35에서 배틀로얄 참가를 했지만 실패를 거둔다. 그리고 2019년 6월 24일 WWE Raw에서 이번에는 WWE 월드 24/7웨이트 챔피언을 바로 얻었는데 이때는 바로 다시 빼앗기는 기가막히는 개그도 있었다고 한다.

## 수상
- AIW 월드 앱솔룻웨이트 챔피언 (1회)
- 파이어스톰 월드 프로 헤비웨이트 챔피언 (1회)
- 랭크드 넘버 20 오브 더 탑 500 싱글즈 레슬링 인 더 PWI 500 인 2016
- FCW 월드 플로리다 태그팀웨이트 챔피언 (1회) - 자니 커티스
- HOG 월드 헤비웨이트 챔피언 (1회)
- TNA 월드 헤비웨이트 챔피언 (2회)
- 월드 임팩트 그랜드웨이트 챔피언 (1회)
- 바운드 포어 글로리 플레이오프 2016
- 피스트 오알 파이어 (2013 월드 태그팀 콘텐츠)
- 피스트 오얼 파이어 (2018 핑크 슬립)
- TNA 조커츠 와일드 (2014)
- TNA 월드 타이틀 시리즈 (2016)
- WC 링마스터 챔피언 (1회)
- WWE 24/7 챔피언 (4회)
- NWA 월드 헤비웨이트 챔피언 (1회)